# So Tae-song
So Tae-song (10 settembre 1990) è un ex calciatore nordcoreano, di ruolo attaccante.